# Ascendi

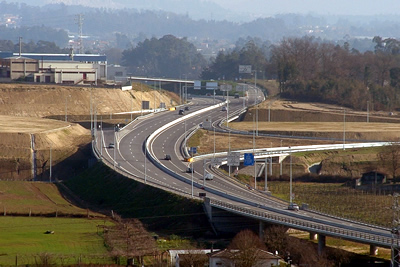
A7 à proximité d'Esmeriz

Ascendi est une entreprise portugaise. Elle gère entièrement ou partiellement quinze autoroutes au Portugal.
Elle est partenaire d'ATOSCA pour l' Autoroute A69 (France).

## Autoroutes gérées entièrement
-  -  -  -  -  -  (CRIL) -  -  -  - VRI

## Autoroutes gérées partiellement
-  - 
- 